# Per Schwenzen
Per Schwenzen (* 3. Februar 1899 in Moss, Norwegen; † 4. November 1984 in Pullach) war ein norwegischer Kabarettist und Drehbuchautor.

## Leben
Schwenzen kam nach dem Ersten Weltkrieg nach Berlin. Dort wurde er in den 1920er Jahren als Conférencier, Kabarettist und Kabarett-Autor bekannt. Zu seinen Wirkungsstätten gehörten das Café Größenwahn, das Kabarett der Komiker und die Wilde Bühne.
Während der Zeit des Nationalsozialismus schrieb er – oft im Team mit anderen Autoren – Filmdrehbücher für Krimis und Komödien (wie 13 Stühle mit Heinz Rühmann und Hans Moser). Daneben verfasste er Bühnenstücke und übersetzte Werke norwegischer Autoren.
Nach dem Krieg konnte er seine Arbeit als Drehbuchautor problemlos fortsetzen. Einer seiner größten Erfolge wurde 1955 Ich denke oft an Piroschka mit Liselotte Pulver in der Hauptrolle. Mehrere seiner Drehbücher waren speziell auf Hans Albers zugeschnitten. Einige Filmstorys wurden auch zu Romanen umgearbeitet, für die Schwenzen als Mitautor verantwortlich zeichnete. 
Darüber hinaus war Per Schwenzen als Musical-Librettist und (vor allem in den 1970er Jahren) als Hörspielautor tätig.

## Filmografie
- 1936: Familienparade
- 1936: Dahinten in der Heide
- 1938: 13 Stühle
- 1938: Schatten über St. Pauli
- 1940: Falschmünzer
- 1941: Die schwedische Nachtigall
- 1943: Gabriele Dambrone
- 1943: Wenn der junge Wein blüht
- 1943/47: Jan und die Schwindlerin
- 1945: Der Fall Molander
- 1951: Professor Nachtfalter
- 1953: Käpt’n Bay-Bay
- 1953: Jonny rettet Nebrador
- 1954: Männer im gefährlichen Alter
- 1954: Hoheit lassen bitten
- 1954: Gitarren der Liebe
- 1954: An jedem Finger zehn
- 1955: Solang’ es hübsche Mädchen gibt
- 1955: Ich denke oft an Piroschka
- 1955: Der Major und die Stiere
- 1956: Küß mich noch einmal
- 1956: Die wilde Auguste
- 1956: Hochzeit auf Immenhof
- 1957: Die Unschuld vom Lande
- 1957: Ferien auf Immenhof
- 1957: Der tolle Bomberg
- 1958: Der lachende Vagabund
- 1958: Eine Frau, die weiß, was sie will
- 1958: Eine kleine Machtmusik
- 1959: Hula-Hopp, Conny
- 1959: Alle lieben Peter
- 1959: Das blaue Meer und Du
- 1960: Das Erbe von Björndal
- 1961: Ruf der Wildgänse
- 1963: Wochentags immer
- 1963: Haus der Schönheit
- 1964: Nebelmörder
- 1964: Das Blaue vom Himmel
- 1965: Herr Kayser und die Nachtigall
- 1969: Alle Hunde lieben Theobald (Serie)
- 1969: Kapitän Harmsen (Serie)
- 1972: Rabe, Pilz und dreizehn Stühle (Serie)

## Libretti
- Signorina. Musical. Musik: Robert Stolz. UA 1955 Nürnberg (Opernhaus)
- Das Blaue vom Himmel. Musikalische Komödie (zusammen mit Robert Gilbert und Friedrich Hollaender). Musik: Friedrich Hollaender. UA 1959 Nürnberg (Opernhaus)